# Église Notre-Dame-du-Rosaire d'Aggius
Pour l’article homonyme, voir Église Notre-Dame-du-Rosaire.
L'église Notre-Dame-du-Rosaire d'Aggius, en italien : chiesa Nostra Signora Del Rosario, est une église construite à partir de 1727 dépendant de la paroisse Santa Vittoria d'Aggius. Elle est située en ville et son campanile a été édifié en 1947.